# セントポール組曲
セントポール組曲（St Paul's Suite）作品29-2は、1912年から1913年にかけてグスターヴ・ホルストによって作曲された弦楽合奏のための組曲。元々の題名は『組曲ハ調』である。

## 概要
1905年から亡くなる1934年までセント・ポール女学校の音楽の教員として務めていたホルストは、1912年に防音装置を備えた専用の部屋を与えられた。この曲は、そのことに対して作曲者が感謝の意を表して作曲した。オリジナルの編成は弦楽であるが、より多くの生徒が演奏できるよう作曲者自身によって木管楽器の追加された管弦楽版が存在する。
なお、第4曲は吹奏楽のための第2組曲の第4曲『ダーガソンによる幻想曲』を弦楽合奏に編曲したものである。

## 演奏時間
約12分（各3分、2分、4分、3分）。

## 構成
第1曲 ジッグ (Jig)
Vivace
第2曲 オスティナート (Ostinato)
Presto 3/4拍子
第3曲 間奏曲 (Intermezzo)
Andante con moto 3/4拍子
手稿譜では「舞曲」 (Dance) と題されている。
第4曲 終曲（ダーガソン） (Finale (The Dargason))
Allegro 6/8拍子
『吹奏楽のための第2組曲』終楽章の転用である。主旋律は「ダーガソン」で、「グリーンスリーブス」が対旋律に現れる。